# Baños de Lobo
Los baños de Lobo son manantiales termales ubicados en la Región de Valparaíso utilizados para fines medicinales y turísticos.

## Ubicación
La zona de San Felipe ofrece varias fuentes termales a su alrededor, entre ellas termas de Jahuel, baños de Higuera, baños del Alto y baños de Auco.
Sin embargo, en el mapa del IGM de 1945 no aparece. El cerro Mocoen (2693 msnm) y la localidad San Rejis sí aparecen en el mapa.

## Historia
Luis Risopatrón lo describe en su Diccionario Jeográfico de Chile de 1924:: 496 
Lobo (Baños del) 32° 48'? 70° 32'? Ofrece una vertiente que da nacimiento a una reducida cantidad de agua fria, clara, límpida, de un sabor desagradable, recomendada para la curación del reumatismo i se encuentra en el lado E del valle de San Rejis, a unos 3 kilómetros al N de los baños de El Corazón i a 5,5 kilómetros al W de la cumbre del cerro Mócoen. 85, p. 170; i vertientes en 63, p. 189; i termas Baños de Lobo en 68, p. 36.